# Jim Filice
Jim Filice (San José, 18 de noviembre de 1962) es un piloto de motociclismo de velocidad estadounidense, que compitió de forma esporádica en el Campeonato Mundial de Motociclismo desde 1988 hasta 1995.

## Biografía
Fue reconocido internacionalmente por su entrada en el Mundial al ganar en su debut en el Gran Premio de Estados Unidos de 1988 de 250cc disputado en el Circuito de Laguna Seca. Anteriormente, había participado en el AMA donde obtuvo 29 victorias con tre títulos nacionales en la categoría de 250cc. Un mérito que le permitió entrar en el Motorcycle Hall of Fame en el año 2000.

### Carreras por temporada
Sistema de puntuación desde 1969 a 1987:
| Posición | 1  | 2  | 3  | 4 | 5 | 6 | 7 | 8 | 9 | 10 |
| Puntos   | 15 | 12 | 10 | 8 | 6 | 5 | 4 | 3 | 2 | 1  |

Sistema de puntuación de 1988 a 1992:
| Posición | 1  | 2  | 3  | 4  | 5  | 6  | 7 | 8 | 9 | 10 | 11 | 12 | 13 | 14 | 15 |
| Puntos   | 20 | 17 | 15 | 13 | 11 | 10 | 9 | 8 | 7 | 6  | 5  | 4  | 3  | 2  | 1  |

Sistema de puntuación desde 1993:
| Posición | 1  | 2  | 3  | 4  | 5  | 6  | 7 | 8 | 9 | 10 | 11 | 12 | 13 | 14 | 15 |
| Puntos   | 25 | 20 | 16 | 13 | 11 | 10 | 9 | 8 | 7 | 6  | 5  | 4  | 3  | 2  | 1  |

| Año  | Categoría | Moto          | 1      | 2       | 3       | 4       | 5       | 6      | 7       | 8       | 9     | 10    | 11    | 12    | 13      | 14    | 15    | Pos. | Pts. |
| ---- | --------- | ------------- | ------ | ------- | ------- | ------- | ------- | ------ | ------- | ------- | ----- | ----- | ----- | ----- | ------- | ----- | ----- | ---- | ---- |
| 1988 | 250cc     | Honda         | JPN -  | USA 1   | SPA -   | E92 -   | NAT -   | GER -  | AUT -   | NED DNS | BEL - | YUG - | FRA - | GBR - | SWE -   | CZE - | BRA - | 21.º | 20   |
| 1989 | 250cc     | Honda         | JPN 11 | AUS -   | USA 2   | SPA -   | NAT -   | GER -  | AUT -   | YUG -   | NED - | BEL - | FRA - | GBR - | SWE -   | CZE - | BRA - | 20.º | 22   |
| 1991 | 250cc     | Honda         | JPN 31 | AUS Ret | USA 16  | SPA -   | ITA -   | GER -  | AUT -   | EUR -   | NED - | FRA - | GBR - | RSM - | CZE -   | VIT - | MAL - | -    | 0    |
| 1993 | 250cc     | Suzuki        | AUS -  | MAL -   | JPN -   | SPA -   | AUT -   | GER -  | NED -   | EUR -   | SMR - | GBR - | CZE - | ITA - | USA DNQ | FIM - |       | -    | 0    |
| 1994 | 250cc     | Yamaha        | AUS -  | MAL -   | JPN Ret | SPA Ret | AUT Ret | GER -  | NED -   | ITA -   | FRA - | GBR - | CZE - | USA - | ARG -   | EUR - |       | -    | 0    |
| 1995 | 500cc     | Harris Yamaha | AUS -  | MAL -   | JPN -   | SPA Ret | GER -   | ITA 23 | NED Ret | FRA -   | GBR - | CZE - | BRA - | ARG - | EUR -   |       |       | -    | 0    |

| Color     | Resultado                                                               |
| --------- | ----------------------------------------------------------------------- |
| Oro       | Ganador                                                                 |
| Plata     | 2.ª plaza                                                               |
| Bronce    | 3.ª plaza                                                               |
| Verde     | Finalizó en los puntos                                                  |
| Azul      | Finalizó sin puntos                                                     |
| Azul      | NC - No clasificado                                                     |
| Violeta   | Ret - No terminó (Carrera)                                              |
| Rojo      | DNQ - No se clasificó                                                   |
| Negro     | DSQ - Descalificado                                                     |
| Blanco    | DNS - No empezó (carrera)                                               |
| Blanco    | WD - Retirado (fin de semana)                                           |
| Blanco    | C - Carrera cancelada                                                   |
| Sin color | DNP - Inscrito pero no participó                                        |
| Sin color | INJ - Lesionado                                                         |
| Sin color | EX - Excluido                                                           |
| Estado    | Resultado                                                               |
| Negrita   | Pole position                                                           |
| Cursiva   | Vuelta rápida                                                           |
| †         | Abandona, pero clasifica al completar el porcentaje requerido para ello |